# Fabian Arvidsson
Fabian Arvidsson (* 1. Juli 1986) ist ein schwedischer Unihockeytrainer.

## Karriere

### Als Spieler
Arvidsson agierte in seiner Heimatstadt Örebro jahrelang als Spieler. 

### Als Trainer

#### Chur Unihockey und Unihockey Tigers Langnau
Arvidsson startete seine Trainerkarriere in seiner Heimat Schweden. Nach erfolgreichen Leistungen in der heimischen Liga verpflichtete Chur Unihockey den Schweden als Assistenztrainer. Ein Jahr später wechselte er als Assistenztrainer der ersten Mannschaft und Headcoach der Junioren U21 zu den Unihockey Tigers Langnau.

#### UHC Waldkirch-St. Gallen
Am 2. Mai 2014 gab der UHC Waldkirch-St. Gallen bekannt, dass der Schwede Fabian Arvidsson neuer Headcoach der ersten Mannschaft wird. Trotz Angebote aus seiner Heimat Schweden, Norwegen und anderen Clubs aus der Schweiz entschied er sich für ein Engagement in der Ostschweiz aufgrund der sportlichen Perspektive.
In seiner ersten Saison als Headcoach der Ostschweizer sammelte das Team lediglich acht Punkte. Es resultierten nur zwei Siege, einer über die reguläre Zeit und einer nach Verlängerung. In den Playouts gelang der Mannschaft gegen den UHC Thun lediglich ein Sieg. Folglich musste seine Mannschaft gegen den Nationalliga B Vertreter Unihockey Mittelland antreten. Die Serie endete mit 4-1 für seine Mannschaft. 
Die nachfolgenden Saison konnte seine Mannschaft fünf Punkte mehr sammeln, jedoch landete der Club trotzdem in den Playouts. Über den Ostschweizer Rivalen Floorball Thurgau resultierte eine 4-1 Serie. Der Abstieg konnte verhindert werden.
Über die letzten Jahre konnte Arvidsson mit seinem Staff und dem Förderkader eine immer stabiler werdenden Mannschaft aufbauen. Von der Zeitschrift unihockey.ch wurde seine Mannschaft in der Saisonvorschau auf den 12. Rang getippt und der Abstieg prognostiziert. Die Saison entwickelte sich anders als gedacht. Nach 14 gespielten Runden lag seine Mannschaft auf einem Playoff-Platz. Am 1. Februar 2017 gab der UHC Waldkirch-St. Gallen bekannt, dass Arvidsson auch in der Saison 2017/18 Headcoach des UHC Waldkirch-St. Gallen sein wird. Ebenfalls sein Assistenztrainer Nivin Anthony weiterhin an der Bande stehen wird.
Am 12. Februar 2018 gab der UHC Waldkirch-St. Gallen bekannt, dass Arvidsson weiterhin Chefcoach des UHC Waldkirch-St. Gallen sein wird.
In seiner sechsten Saison qualifizierte sich die Mannschaft unter der Leitung von Fabian Arvidsson zum ersten Mal in der Vereinsgeschichte für die Playoffs. Am 22. Februar 2020 wurde verkündet, dass Arvidsson am Ende der Saison den Verein verlassen wird.